# Hitomi Nakamichi
Hitomi Nakamichi, född 18 september 1985 i Jōyō, är en japansk volleybollspelare. Nakamichi blev olympisk bronsmedaljör i volleyboll vid sommarspelen 2012 i London.